# Blasenentleerungsstörung
Als Blasenentleerungsstörung werden Störungen bezeichnet, die sich in einer erschwerten oder unvollständigen, nicht willkürlich in Gang zu setzenden oder viel zu seltenen Entleerung der Harnblase äußern. Als Ursache kommen mechanische, funktionelle, neurologische Erkrankungen oder psychogene Faktoren in Frage. Die Folge ist oft ein häufigerer Abgang kleinerer Harnmengen (eine sog. Überlaufblase) mit Restharnbildung oder ein Harnstau. Ein derartiger häufiger Abgang von Urin, der willentlich nicht beeinflusst werden kann, wird auch als Inkontinenz bezeichnet.
Ein erschwertes Wasserlassen wird als Dysurie bezeichnet.
Restharnbildung und Katheterisierung sind begünstigende Faktoren für die Entstehung eines Harnwegsinfekts.
Die Unfähigkeit, die Blase aufgrund einer Erschlaffung der Blasenmuskulatur selbständig entleeren zu können, wird als Blasenatonie bezeichnet. Diese Atonie kann nach einer radikalen Operationen im kleinen Becken auftreten oder im Rahmen eines anticholinergen Syndrom, z. B. durch Vergiftung mit Atropin. Eine derartige Blasenatonie kann nach gesichertem medizinischem Wissen der Neuro-Urologie und der Uro-Gynäkologie auch in dem postoperativen Zeitraum einer Hysterektomie (bei vaginalen Gebärmutterentfernungen häufiger als bei abdominalen Gebärmutterentfernungen) durch eine Überdehnung der Harnblase entstehen. Eine Blasenatonie heißt, dass die Blase komplett gelähmt ist (Blasenlähmung) und ihre Speicher- und Entleerungsfunktion eine schwere Störung zeigt.
Bei längerdauernder Erhöhung des Blasendruckes infolge verstärkter Kontraktion der Blasenwand gegen einen Widerstand oder infolge einer Koordinationsstörung kann es zur Blasenwandhypertrophie kommen.
Eine hochgradige oder vollständige Blasenentleerungsstörung erfordert die umgehende Katheterisierung der Blase. Da es im Zusammenhang mit Hysterektomien (Gebärmutterentfernung) häufig zu Blasenentleerungsstörungen kommt, muss die Blasenfunktion und ihre Fähigkeit sich zu entleeren, im direkten Anschluss an die Hysterektomie gewissenhaft und mehrfach vom verantwortlichen Arzt überprüft werden.

## Mechanische Ursachen
Eine mechanische Obstruktion wird durch ein morphologisch-anatomisch definierbares Abflusshindernis verursacht. In dem vor dem Hindernis liegenden Teil der ableitenden Harnwege kommt es somit zu einer Druckerhöhung.
Verantwortlich können sein:
- eine ausgeprägte Knopflochphimose,
- eine Meatusstenose,
- Harnröhrenstrikturen,
- eine Harnröhrenklappe,
- eine benigne Prostatahyperplasie (BPH) oder ein Prostatakarzinom (PCA),
- eine Stenose des Blasenhalses durch psychogene Verspannungen oder äußerliche Quetschungen,
- Blasensteine,
- eine ektope Ureterozele.

## Neurogene Ursachen
Ist die Nervenversorgung  der Harnblase oder die Koordination zwischen Kontraktion der Blasenwand und nachfolgender Erschlaffung des Blasensphinkters (Verschlussmuskel) gestört, kommt es zur neurogenen Blase.
In der Regel liegt eine Rückenmarksschädigung zugrunde, z. B. bei einer Querschnittlähmung, einer MMC, seltener eine Schädigung des Nervengeflechtes vor dem Kreuzbein (präsakraler Plexus) oder im Rahmen eines Fowler-Christmas-Chapple-Syndromes. Es kann aber auch eine Blasenüberdehnung vorliegen, die im Zusammenhang mit einer Hysterektomie entstanden ist. Da durch die Überdehnung der Blase die Nervenversorgung dieser gestört ist, spricht man auch in diesen Fällen von sog. neurogenen Blasen bzw. neurogenen Blasenentleerungsstörungen.

## Diagnostik
Zusätzlich zur klinischen Untersuchung kann bildgebend eine Sonographie sowohl einen Großteil der Ursachen als auch das Ausmaß einer eventuellen Blasenwandhypertrophie sowie eventuelle Auswirkungen auf den davor liegenden Harntrakt wie Aufweitung von Harnleiter oder Nierenbecken dokumentieren. Mittels Miktionszystourethrogramm können Vesikorenaler Reflux, Morphologie der Harnwege sowie eventuelle Divertikel nachgewiesen werden und es kann der funktionelle Entleerungsvorgang der Harnblase beurteilt werden.
Eine Urodynamische Untersuchung (Blasenmanometrie) erlaubt eine funktionelle Beurteilung des Entleerungsvorganges.